# Billy's Bucket List
〈Billy's Bucket List〉는 카툰 네트워크의 애니메이션 시리즈 《핀과 제이크의 어드벤처 타임》의 다섯 번째 시즌 마지막 에피소드이다. 대한민국 방영 명칭은〈빌리의 버킷리스트〉이다. 아코 카스투에라, 제시 모이니핸이 스토리보드 아티스트 및 작가로 참여했으며, 켄트 오즈번, 펜들턴 워드, 잭 펜다비스, 애덤 무토가 각본을 담당했다. 2014년 3월 17일 첫 방영되었다.

## 줄거리
파티 팻(성우: 앤디 샘버그)이 연 경연에서 랩 베어와 프리스타일 랩 배틀을 한 뒤, 핀은 빌리(성우: 루 퍼리그노)의 전 여자친구인 캐니언(성우: 아코 카스투에라)을 만난다. 캐니언은 핀에게 빌리의 옷을 건네주고, 둘은 함께 빌리의 은신처를 찾는다. 동굴에서 요정들을 무찌른 뒤, 캐니언은 빌리가 작성한 버킷 리스트를 찾는다. 캐니언과 핀은 빌리를 기리기 위해 그의 버킷 리스트를 모두 완성하기로 결정한다. 둘은 사막에서 오토바이를 거칠게 탄 뒤 각자 헤어진다. 그 후 핀은 버킷 리스트에서 미처 보지 못한 내용을 확인한다. 바로 “바다 위에 등을 대고 누워보기”였다.
바다를 두려워하는 핀은 빌리를 위해 마지막 항목을 직접 해보기로 결심한다. 하지만 피어 피스터(성우: 마크 해밀)가 나타나 핀을 괴롭히고, 핀은 스스로 머리를 때려 기절한 채 바다로 뛰어든다. 그동안 핀은 바다 속을 헤엄치다가 고래에게 잡아 먹히는 꿈을 꾼다. 핀은 정신을 차리고, 풀 검을 이용해 피어 피스터를 없앤다. 핀은 결국 바다에 대한 두려움을 떨쳐내는데 성공한다. 밤이 된 하늘에는 빌리의 영혼이 나타나 자신 대신 버킷 리스트를 완료해줘서 고맙다고 말한다. 마지막으로 빌리는 핀에게 핀의 인간 아버지가 성채에 있다는 사실을 알려주고 사라진다.

## 제작

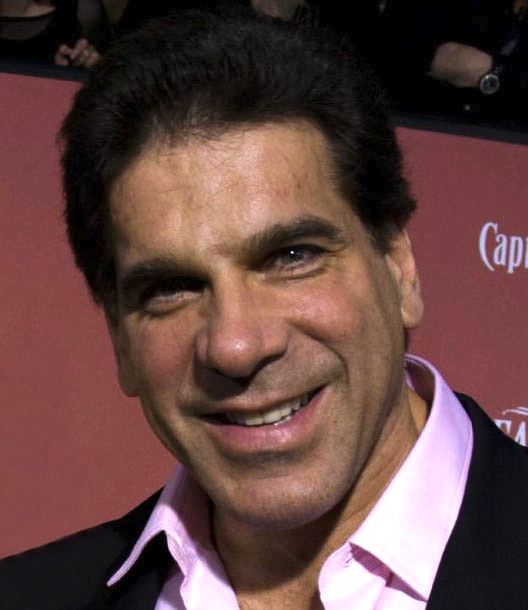
빌리 역할을 맡은 루 퍼리그노.

〈Billy's Bucket List〉는 아코 카스투에라와 제시 모이니핸이 스토리보드를 맡았고, 켄트 오즈번, 펜들턴 워드, 잭 펜다비스(Jack Pendarvis), 애덤 무토가 각본을 맡았다. 첫 번째 시즌 마지막 에피소드부터 계속 제작에 참여해 온 카스투에라는 이 편을 끝으로 잠시 제작진에서 빠졌다. 모이니핸에 따르면 카스투에라는 “텔레비전 애니메이션 이외 색다른 경험을 해보기 위해” 《어드벤처 타임》을 떠났다고 밝혔다. 이후 카스투에라는 일곱 번째 시즌에 모이니핸과 함께 파트너로 제작에 다시 참여하였다. 예술 감독은 닉 제닝스(Nick Jennings)가 했으며, 슈퍼바이징 디렉션은 네이트 캐시(Nate Cash)와 애덤 무토에 의해 이뤄졌다. 네이트 캐시는 《숨겨진 숲의 비밀》 제작에 참여하기 위해 이 에피소드를 끝으로 《어드벤처 타임》을 떠났다.
카스투에라는 캐니언(Canyon) 역의 성우를 맡았다. 루 퍼리그노는 영웅 빌리(Billy) 역할을 또 다시 맡았다. 또한 코미디언이자 래퍼인 앤디 샘버그와 배우 마크 해밀은 각각 파티 팻(Party Pat)과 피어 피스터(Fear Feaster) 역할을 맡았다.
모이니핸은 오케스트라 히트를 이용하여 랩 배틀에 쓰인 음악을 만들었다. 해당 음원은 사운드클라우드와 텀블러를 통해 추후 공개되었다. 에피소드의 배경을 맡은 아티스트 데릭 발라드(Derek Ballard)는 배경 중 일부를 ‘미국의 최고의 영화’인 《불가사리》를 기려 만들었다고 했다.

## 반응
〈Billy's Bucket List〉는 2014년 3월 17일 카툰 네트워크를 통해 첫 방영되었다. 233만 5천 명의 시청자 수를 기록했으며, 18세에서 49세 연령층 중 0.5%가 해당 프로그램을 시청하였다. 또한 동시간대 케이블 채널 프로그램 중 43번째로 많이 시청한 편으로 조사되었다.
《디 A.V. 클럽》의 올리버 사바(Oliver Sava)는 작품이 꾸준히 성장하고 있는 점을 보여줬다면서 ‘A-’ 등급을 부여하였다. 그는 “〈Billy's Bucket List〉의 마지막 몇 분은 다음 시즌이 기다려지도록 만드는 내용을 다루었다. 또한 클리프행어로 이어지는 사건은 이전의 에피소드만큼은 자극적이지 않지만, 이 작품을 놀라운 10분짜리 오아시스로 만들어 주는 것 같다.” 덧붙여 핀이 바다 속에서 꿈을 꾸는 장면에 대해서는 “몽롱한 사이티델리아는 작품의 또 다른 주요 소재 중 하나이다.”라고 평했다.
잽투잇의 앤드리아 라이어(Andrea Reiher)는 이 편을 ‘다섯 번째 시즌의 화려한 엔딩’이라고 칭했다. 《엔터테인먼트 위클리》의 대런 프래니치(Darren Franich)는 ‘A’ 등급을 주면서, “《어드벤처 타임》은 우습고 특이하지만, 이 마지막 에피소드는 특히 감정이 풍부했다.”라고 말했다. 줄거리에 대해서는 ‘이상하게도 자기 성찰적’이라고 말했고, 결말에 대해 “새로운 방향으로 작품을 나아가게 할 신화를 공개했다.”라고 언급했다.